# Dorense Futebol Clube
O Dorense Futebol Clube é uma agremiação brasileira dedicada exclusivamente ao futebol com sede na cidade de Nossa Senhora das Dores, no estado de Sergipe. É conhecido regionalmente como Dorense, mas em sua cidade ele é chamado pelos torcedores simplesmente de Touro do sertão. Foi fundado em 30 de Maio de 1948  e suas cores são o branco e o vermelho.
Disputou o primeiro Campeonato Sergipano Série A1 no ano de 1994, ficando em décimo colocado, sendo que no ano de 2001, conseguiu sua melhor campanha terminando em terceiro lugar. Possuí dois título da Série A2 conquistado na edição de 2015 e 2022.
Tem como maior artilheiro em competições estaduais o jogador Dagil com quatorze gols, que atuou no clube no inicio da década de 2000.
Seu estádio, o Ariston Azevedo, fica situado em Nossa Senhora das Dores, no Bairro Centro, tendo por apelido o nome de Aristão. Atualmente possui capacidade para aproximadamente 3.000 pessoas.O clube tem como Presidente Ronaldo Silva.
Seu maior rival municipal é o Flamengo onde protagonizam o Derby de Dores, mas possui ainda rivalidades intermunicipais contra o Rio Branco da cidade de Capela clube com o qual disputou por muitas décadas partidas e competições regionais, e também possui rivalidade contra o Força Jovem Aquidabã da cidade de Aquidabã, com o Guarany-SE da cidade de Porto da Folha e recentemente esta travando grandes duelos contra o Itabaiana.
Dentre vários jogadores que se consagraram ídolos, destacam-se Bonato, Esquerdinha e Antônio Eliano.
Participou dos campeonatos sergipanos entre os anos de 1993 e 1994, e posteriormente, entre 2000 e 2004 na 1º divisão. Ficou de 2005 a 2015 na 2º divisão do estadual. O clube voltou a elite do futebol sergipano em 2022.

## História

### Fundação
Fundado em 30 de maio de 1948, é atualmente o único clube dorense em atividade profissional a praticar o futebol. O Dorense nasceu da iniciativa pioneira de amigos e inicialmente jogava apenas partidas amistosas na cidade e região, naquela época o maior clube da cidade era o Avenida FC.
Dois anos mas tarde surgiu outro clube na cidade o Gentio Futebol Clube, que viria a ser um dos seus maiores rivais até os anos 2000 quando o Colorado profissionalizou-se. No seus primeiros anos de 1948 até o inicio da década de 1990 o clube participava de amistosos e do Campeonato Citadinho de Nossa Senhora das Dores além do Campeonato Sergipano de Futebol Amador. Ainda quando o time era amador além da rivalidade contra o Gentio FC, tinha grande rivalidade também com a Flamengo e contra o Rio Branco da cidade de Capela travando belos jogos.
O clube começou a ter uma ampla repercussão regional na década de 1960 foi onde que as autoridades da cidade resolveu aprovar a construção do Estádio Ariston Azevedo e posteriormente a sede social do clube. Sendo que em época de carnaval o clube tinha um dos melhores carnavais da região do agreste de Sergipe.

### Cronologia
Legenda:
- - Conquistas Estaduais
- - Conquistas Municipais
- - Campeão Invicto
- - Outras Conquistas

## Década de 1990
A década de 1990 foi certamente um salto na história do Dorense. Uma nova diretoria tinha em mente profissionalizar o clube, a primeira conquista foi a profissionalização, já que o clube era amador até aquele momento o clube vivia de doações de alguns torcedores ilustres. A gestão se caracterizou pelo investimento nas categorias de base onde revelou grandes jogadores para os principais clubes do estado.

### Série A2 1991-92 - Do Profissionalismo ao Acesso
No primeiro Campeonato Sergipano da Série A2 em que disputou, em 1991, o clube ficou em quarto colocado quando perdeu do América de Propriá e sendo eliminado nas semifinais daquele ano.
No segundo Campeonato Sergipano da Série A2 em que disputou, em 1992, o clube foi vice-campeão, perdendo a final para o Vasco-SE e naquele ano conseguiu seu primeiro acesso.

### Série A1 1994
Em 1994, o Dorense estreia na primeira divisão estadual, sem experiencia na elite do futebol o clube faz campanha pífia e é rebaixado terminou a competição na ultima posição (10ª colocado). Em 36 jogos disputado venceu 4, empatou 9 e perdeu 23, o clube marcou 22 gols e sofreu 65 e foi rebaixado com 17 pontos conquistado. Neste ano uma de suas maiores façanhas foi ter ganhado ainda no primeiro turno por 3 a 0 do Vasco-SE no dia 12 de junho no Ariston Azevedo, neste mesmo ano já disputando o segundo turno levou uma das maiores goleadas do torneio e de sua história, no dia 16 de julho de 1994, foi até Aracaju e sofreu um doloroso 6 a 0 perante o Confiança. Em um momento crucial do clube, onde era no momento o pior time da primeira divisão jogado em casa conseguiu um heroico empate contra o Sergipe por 2 a 2, e pra completar uma vitória sofrida por 1 a 0 contra o Cotinguiba terceira maior força de Aracaju, sendo assim sem resultados expressivos foi rebaixado no campeonato de 1994.

### Série A2 1997, apenas participante
Em 1997, o clube novamente tentou o acesso mas desta vez não conseguiu com um time limitado a equipe ficou apenas na sétima posição o penúltimo da competição, dos 10 jogos disputado obteve apenas uma vitória justamente contra o Cotinguiba, o jogo foi em 14 de abril em Nossa Senhora das Dores e o Dorense venceu por 3 a 1, foi o maior resultado do time.

## Década de 2000

### Série A1 - 2000 a 2003 - melhores campanhas
No ano de 2000, o vermelhão do agreste volta a participar do Campeonato Sergipano, sem resultados expressivos e uma campanha razoável terminou a competição em oitavo colocado afrente de clubes tradicionais como Maruinense e Propriá, mas uma vez mostrou ao futebol do estado que jogando em seu domínio dificulta qualquer clube, assim como em outros anos o time jogando em casa dificulta muito a vida dos rivais desta vez o time ganha do Itabaiana por 2 a 0, jogo realizado em Nossa Senhora das Dores.
Na sua terceira participação depois do primeiro campeonato disputado em 1994, o clube vive seu melhor momento no futebol, campanha foi uma das melhor chegando a ficar entre os melhores da competição deixando para trás clubes de mais tradição no estado como Itabaiana eliminado na primeira fase . Jogando pela sexta rodada do campeonato no primeiro turno no dia 8 de abril aplicou uma das maiores goleadas sofrida pela terceira força do estado o Itabaiana, o jogo foi realizado em Nossa Senhora das Dores e o Dorense venceu o time serrado por 5 á 2. No dia 27 de junho jogando pela nona rodada do campeonato ocorreu um dos maiores jogos da competição foi o jogo Sergipe 4-3 Dorense, o jogo foi realizado no Estádio João Hora de Oliveira em Aracaju, ali se protagonizava um momento de glória do clube. Neste ano o Dorense foi vice-campeão da Taça Cidade de Aracaju e terceiro colocado na Taça Estado de Sergipe torneio equivalente ao primeiro e segundo turno respectivamente.

### Série A1 - 2004, ano da crise
Em 2004, foi o ano da crise muitos problemas rondaram o clube com troca de presidência e relatos de venda de jogos. No Sergipão de 2004 o Dorense terminou em nono colocado com atuações ruins nunca visto pelo torcedor. Neste ano foi decretada a queda de um dos maiores clubes do sertão sergipano.

### Série A2 - 2005 a 2008 e primeiro confronto interestadual
Foram quatro campeonatos seguidos na Série A2 o ano de 2005, foi marcado pela volta do mas querido a Série A2 depois de ter uma campanha ruim um ano anterior na primeira divisão o clube tenta se restruturar mas não teve sucesso. A campanha do clube na Série A2 de 2005 foi um sexto lugar em oito jogos disputados o time conquistou duas vitórias, dois empates e perdeu quatro jogos, fez sete gol e sofreu nove. No seu grupo  tinha o Pirambu campeão da Série A2 daquele ano.
Em 2006 o acesso bateu na porta, o time terminou o campeonato em terceiro colocado atras somente do São Cristóvão e do América na classificação geral, naquela oportunidade o Dorense tinha ficado em um grupo composto por São Cristóvão da cidade de São Cristóvão, São Domingos e Riachão. O time ficou em segundo lugar, mas pelo regulamento só o primeiro de cada grupo se classificava para a final da competição, a classificação do grupo A terminou com São Cristóvão em primeiro e o Dorense em segundo. O jogo mais importante do ano foi realizado no Ariston Azevedo contra o Riachão, se o clube ganhasse estaria na primeira divisão mas o jogo não tinha saído do zero a zero.
O ano de 2007 ficou marcado na história profissional do clube, devido a um amistoso contra o CSA em pleno Estádio Rei Pelé. Foi a primeira vez que o clube atuava contra outro clube profissional de outro estado, o amistoso foi realizado no dia 29 de julho de 2007 naquela tarde o Dorense perdeu por 3—2, marcando para o clube Colorado Lego de pênalti aos 11 minutos do primeiro tempo e João Santos aos 8 minutos do segundo tempo.
Jogando a Série A2 de 2007 o clube não obteve o mesmo rendimento dos anos anteriores e terminou a competição em sétimo lugar na classificação geral. O grupo do Dorense naquele ano era considerado um dos mais fortes, contava com o Canindé, River Plate, Propriá e Maruinense. No grupo o time terminou na quarta posição com apenas nove pontos, o alvirrubro ganhou apenas três jogos.
Em 2008 mais um ano o acesso ficou por um centímetro da trave, o clube caiu em um grupo complicado mas mesmo assim terminou em segundo e se classificou para as semifinais, o adversário foi o Canindé no jogo em Nossa Senhora das Dores o bandeirinha errou em duas oportunidades a primeira foi ter marcado impedimento em um lance onde o jogador saiu do meio de campo com a bola e o segundo ter marcado irregularidade em um lance onde o jogador recebeu a bola em posição legal o jogo terminou em um a um. No segundo jogo em Canindé de São Francisco ambas equipes voltaram a empatar agora por dois a dois, a disputa foi para os pênaltis sendo que o Dorense perdeu por quatro a três, mas um ano a torcida fica triste pelo acesso não conquistado.

## Década de 2010
| - 2012 - Emerson Santos - 2014 - Nadélio Rocha - 2015 - Adelmo - 2016 - Elenilson Silva - 2016 - Pedro Costa - 2017 - Fernando Dourado - 2017 - Elenilson Silva - 2018 - Elenilson Silva - 2019 - Luiz Carlos Mendes - 2019 - Elenilson Silva - 2020 - Davi Lima - 2020/21 - Elenilson Silva |

### Tentativas de retorno
Em 2010, o time classificou-se para o quadrangular final com um grande resultado na primeira fase; o time obteve uma baixa no quadrangular a pior derrota foi ter levado uma goleada por quatro a dois dentro de casa. Na quele ano deu-se inicio a uma nova rivalidade contra Aquidabã e Gloriense, no quadrangular o time terminou na ultima posição e viu o sonho do acesso mais uma vez ir embora, na classificação geral o Dorense terminou em terceiro o destaque daquele ano foram as vitórias por cinco a zero no primeiro turno e quatro a zero do Dorense diante do Aquidabã.
Em 2012, o Dorense esteve próximo do acesso para A1 do Sergipano mas uma vez bateu na trave e novamente o Estanciano adiou o sonho do clube de Dores, fato que ja tinha ocorrido em 2010 onde o clube canarinho eliminou as chances do Dorense de subir de divisão. Nas semifinais foram dois jogos o primeiro cheio de polêmica com pênalti não marcado, jogando em casa com mais de 500 torcedores o Dorense perdeu por 2 a 1 pro time canarinho, no segundo jogo em Estância os times ficaram no 0 a 0. Nesta edição o Dorense ficou com a quarta colocação geral.
Em 2014, o time alvirrubro fez parceria com o Sergipe time da primeira divisão do estado contando com jogador, preparador de goleiros e fisioterapeuta. Para a torcida esse foi o melhor time no papel desde de 2001 quando a equipe obteve uma boa colocação no estadual da primeira divisão. Este ano também foi um marco para o futebol de Nossa Senhora das Dores com a volta do Derby de Dores depois de mais de 15 anos onde Dorense e Flamengo, revivem jogos onde consagraram grandes jogadores. No campeonato o time terminou mais uma vez em terceiro colocado o time só reagiu no final da competição mais já era tarde, o principal jogador do clube foi Cristiano Alagoano bastante experiente com passagens por Confiança, Estanciano.

### Progressão do Clube — Ariston Azevedo recebe refletores
Em 2015 o clube começou o ano com um grande marco na história, depois de 75 anos do Estádio Ariston Azevedo o palco principal do futebol de Nossa Senhora das Dores irá receber iluminação artificial. Os jogos inaugurais dos refletores ocorreu no dia 12 de maio de 2015 o primeiro jogo foi no Derby de Dores os times master do Dorense e Flamengo, o primeiro gol foi marcado pelo  jogador rubro-negro Cicero relembrando os momentos áureos da maior rivalidade de Dores. O segundo jogo da inauguração foi o entre Dorense e Confiança atual campeão estadual, o jogo terminou 1 a 0 para o colorado com gol de pênalti de Fabio Junior.

### O Retorno ao Estadual e o Título de 2015
Durante os campeonatos de 2005 à 2014, o Dorense disputou o Campeonato Sergipano Série A2, em alguns anos obtendo dificuldade financeira para montar um bom elenco, até que em 2015 conquistou o tão sonhado o acesso. O certame de 2015, o Dorense se sagrou o campeão invicto do Sergipano Série A2, que está representada pela estrela acima do escudo do clube.
O ano de 2015 foi de grande importância para a história do clube, na primeira fase da Série A2 o clube terminou em primeiro do seu grupo com cinco vitórias e um empate, nas quartas de finais eliminou o Aracaju FC com duas vitórias por um a zero, nas semifinais o Colorado eliminou o Sete de Junho nos pênaltis, dentro do Ariston Azevedo por 8-7 assim conquistando o acesso à elite em 2016. O clube chega à sua segunda final de campeonato, onde em 1992 perdeu para o Vasco de Aracaju, mas desta vez com mais de duas mil pessoas no Ariston Azevedo o clube conquistou seu primeiro título nos pênaltis, contra o Guarany de Porto da Folha por 4-2.

#### Série A1 2016 - Sensação e carrasco
O colorado estreou jogando nos seus domínios conta o Lagarto no dia 24 de janeiro vencendo a partida por 3 a 1. Na Primeira Fase o clube terminou em quinto colocando classificando-se para o Hexagonal Final, ainda na Primeira Fase o clube foi um dos carrascos do Sergipe e do Itabaiana ambos clubes que fizeram a final do estadual, nesta fase um dos principais jogadores do clube Valdson machucou-se e ficou fora de toda a temporada. No Hexagonal Final, o clube não conseguiu ter o mesmo rendimento que na Primeira Fase contratou jogadores com passagem por grandes equipes mas não obteve grandes resultados.
Nesta fase o clube goleou o Estanciano por 5 a 3 jogando em Dores terminando o Hexagonal Final em quarto colocado atrás somente do Itabaiana, Sergipe e Confiança. Na fase final o técnico Elenilson Silva foi demitido e em seu lugar foi contratado Pedro Rocha, na classificação geral (somando as duas fases) o Colorado terminou o campeonato em quinto colocado empatado em números de pontos com o Boca Júnior perdendo no critério de vitórias. Um dos maiores ídolos do clube mas uma vez foi artilheiro do clube, só não um dos artilheiros do estadual por que o arbitro não anotou na sumula o décimo gol do Dagil.
Série de 15 jogos invicto
O Dorense Futebol Clube é uma das equipes que ficou mais tempo sem perder dentro dos seus domínios, de 16 de novembro de 2014 pelo Sergipão Série A2 até 2 de abril de 2016 quando perdeu pro Confiança de Aracaju por 3 á 0. Ao todo foram 15 jogos invicto nos seus domínios, entre esses jogos destaca-se o empate na final da Série A2 de 2015 contra o Guarany-SE de Porto da Folha, conquistando o título da competição e a vitória diante do Itabaiana por 2 a 1 na Série A1 de 2016.
Em 2 de Abril de 2016, na quinta rodada da Série A1, o Dorense depois de 15 jogos invicto em casa, perdeu seu primeiro jogo como mandante para o Confiança por 3 á 0, a última vez que o clube tinha perdido foi pela Série A2 de 2014 quando perdeu para o Boca Júnior por 2 a 0.
Para fechar o ano de 2019 e em preparação para a Série A1 de 2020, o Dorense encerrou com derrota por 3—1 em amistoso contra o Coruripe de Alagoas, foi a segunda vez que o clube jogou em solo alagoano. A primeira vez foi a exato 13 anos, com derrota para o CSA.

## Década de 2020
Em 2025 na sua décima sexta participação na Série A1 e a terceira consecutiva, o Colorado faz uma competição atípica em relação a temporada anterior em nove jogos foram duas vitórias, dois empates, cinco derrotas, 7 gols feitos e 12 gols sofridos, as duas vitórias foram na oitava e nona rodada com destaque para a goleada sofrida para seu rival Itabaiana. O jogo da permanência ocorreu no dia 1 de março, na última rodada o Dorense vence o Confiança de virada no Estádio Ariston Azevedo com gols de Mano e Jhon Jhon, o técnico Elenilson Santos contratado na sétima rodada entra para a história do clube como o Técnico Salvador.

## Departamentos
O Dorense inclui entre suas principais atividades esportivas o futebol.
No quadro ao lado, há uma grade representativa do atual departamento abrangido pelo Dorense, vários dos quais com textos próprios no item Esportes Olímpicos, disponível neste artigo e também na própria grade.
O Dorense já praticou, ao longo de sua história, os seguintes esportes:  futebol, futsal e voleibol.

## Presidentes
| Ano(s)      | Presidente               |
| 1981 - 1985 | José Lima Santana        |
| 2004        | João Marcelo M. Leite    |
| 2004 - 2006 | Sérgio Murilo da Graças  |
| 2006 - 2008 | Carlos André V. da Silva |
| 2008 - 2010 | Elizandro Nunes Mota     |
| 2011 - 2021 | Ronaldo da Silva         |

## Títulos
Campeão Invicto

### Futebol Masculino
| ESTADUAIS  | ESTADUAIS                     | ESTADUAIS | ESTADUAIS                          |
|            | Competição                    | Títulos   | Temporadas                         |
| ---------- | ----------------------------- | --------- | ---------------------------------- |
|            | Campeonato Sergipano Série A2 | 2         | 2015 e 2022                        |
| MUNICIPAIS |                               |           |                                    |
|            | Competição                    | Títulos   | Temporadas                         |
|            | Taça Cidade de Dores          | 6         | 1952, 1966, 1980, 1985, 1986, 1989 |
| TOTAL      |                               |           |                                    |
|            | Competição                    | Títulos   | Temporadas                         |
|            | Títulos oficiais              | 8         | 2 Estadual e 6 Municipal           |

#### Outras conquistas
- Torneio da Morte: 1 (2017)
- Campeonato Sergipano Amador Sub 40: 1 (2013)

#### Campanhas
- Taça Cidade de Aracaju: Vice-campeão (2001)
- Taça Estado de Sergipe: Terceiro colocado (2001)

#### Categorias de Base
- Sergipano Juniores Sub-20 : 1 (1997)
- Sergipano Sub 15 (Juvenil): Vice-campeão (2008)

## Estatísticas

### Participações
|  | Participações em 2025 |

| Competição | Competição           | Temporadas | Melhor campanha       | Estreia | Última | P | R |
| Sergipe    | Campeonato Sergipano | 16         | 3º colocado (2001)    | 1993    | 2025   |   | 3 |
| Sergipe    | Série A2             | 12         | Campeão (2015 e 2022) | 1991    | 2022   | 3 | – |

### Últimas dez temporadas
Legenda:
| Campeão. Vice-campeão. Eliminado na semifinal. | Rebaixado à divisão inferior. Campeão e promovido à divisão superior. Promovido à divisão superior. |

### Campanhas de destaque
| Dorense Futebol Clube | Dorense Futebol Clube | Dorense Futebol Clube | Dorense Futebol Clube | Dorense Futebol Clube |
| Torneio               | Campeão               | Vice-campeão          | Terceiro colocado     | Quarto colocado       |
| --------------------- | --------------------- | --------------------- | --------------------- | --------------------- |
| Campeonato Sergipano  | 0 (não possui)        | 0 (não possui)        | 1 vez (2001)          | 0 (não possui)        |
| Série A2              | 2 vezes (2015 e 2022) | 1 vez (1992)          | 4 vezes (2014)        | 2 vezes (1991 e 2012) |

### Resumo estatístico
| Dorense no Campeonato Sergipano - Série A1 |      |     |    |    |   |    |    |    |     |               |
| Edição                                     | Part | PTS | J  | V  | E | D  | GF | GS | S   | Classificação |
| 1993                                       | 1    | 30  | 36 | 11 | 8 | 17 | 35 | 45 | -10 | 7º Lugar      |

- Última atualização: 31 de dezembro de 2019.
- Os dados da Série A1 são de 1994 até 2019, não se tem registros do certame de 1993
- Os dados da Série A2 são de 1997 até 2015 e alguns campeonato necessita de alguns resultados, não se tem registros do certame de 1991 e 1992

| Competição              | Part | PTS | J   | V  | E  | D   | GF  | GS  | S   | Melhor resultado |
| ----------------------- | ---- | --- | --- | -- | -- | --- | --- | --- | --- | ---------------- |
| Torneios Estaduais      |      |     |     |    |    |     |     |     |     |                  |
| Campeonato Sergipano    | 11*  | 225 | 195 | 55 | 60 | 80  | 213 | 258 | -45 | 3º L             |
| Campeonato Sergipano A2 | 11   | 137 | 90  | 37 | 26 | 27  | 117 | 86  | +31 | Campeão          |
| Total                   | 22   | 362 | 285 | 92 | 86 | 107 | 330 | 344 | -14 | 2 título         |

## Desempenho no Campeonato Sergipano de Futebol

### Transferências – Temporada 2020–2021
| - : Jogadores que chegaram ou saíram por empréstimo - : Jogadores que chegaram ou saíram após serem emprestados - : Jogadores que chegaram ou saíram sem custos | - : Jogadores que chegaram ou saíram após compra de direitos/multa rescisória - : Jogadores que saíram após o fim do contrato - : Jogadores que saíram após terem seus contratos rescindidos |

| Entradas |         |                |
| Pos.     | Jogador | Clube anterior |
| T        | Brasil  | Renovação      |
| Aux.     | Brasil  | Contratado     |

| Saídas |         |      |                  |
| Pos.   | Jogador | Tipo | Clube de destino |
|        | Brasil  |      |                  |

## Patrimônio

### Sede Social
Comprado por iniciativas do presidente José Lima Santana, na década de 1980, o então advogado e presidente do clube conseguiu adquirir a sede social do clube, sendo ali por muitos anos até meados dos anos 2007 ponto para festas e encontros, mas devido a dívida do clube com o INSS o clube teve que vender sua sede para que pudesse pagar uma divida de outras gestões anteriores. Hoje o clube não possuí sede e aos poucos tenta se restruturar para que possa um dia conseguir de novo uma nova sede social para os torcedores.

### Estádio Ariston Azevedo
O Estádio Ariston Azevedo é um estádio de futebol localizado na cidade de Nossa Senhora das Dores, no estado de Sergipe, tem capacidade para 2500 pessoas.
Construído na década de 1960, foi ali que desde do amador o clube de Dores vem fazendo seus jogos, em alguns certames estadual o estádio não estava apto a receber os jogos do clube, assim o Dorense teve que manda jogos também em Siriri no Estádio Municipal, no Estádio Jackson Alves de Carvalo na cidade de Capela.
Devido a problemas financeiros, saíram boatos que o clube iria perde o estádio mas o clube conseguiu entrar em acordo com a justiça e assim ficou com o estádio. O Aristoão, como é chamado recebe atualmente jogos do Campeonato Sergipano de Futebol Série A1.
Em 2015 depois de mais de 50 anos do Aristão, o estádio recebeu iluminação artificial feito conseguido na gestão do presidente Ronaldo Silva.
Estes são os cinco maiores públicos do Estádio Ariston Azevedo:
| Os 5 maiores públicos | Os 5 maiores públicos | Os 5 maiores públicos | Os 5 maiores públicos | Os 5 maiores públicos | Os 5 maiores públicos | Os 5 maiores públicos |
| Nº                    | Público               | Mandante              | Placar                | Visitante             | Competição            | Data                  |
| --------------------- | --------------------- | --------------------- | --------------------- | --------------------- | --------------------- | --------------------- |
| 1                     | 1 000                 | Dorense               | 1–1                   | Guarany-SE            | Série A2              | 28/11/2015            |
| 2                     | 964                   | Dorense               | 1–0                   | Sergipe               | Sergipão              | 17/03/2019            |
| 3                     | 951                   | Dorense               | 2–1                   | Itabaiana             | Sergipão              | 06/02/2016            |
| 4                     | 814                   | Dorense               | 0–0                   | Sergipe               | Sergipão              | 13/02/2016            |
| 5                     | 776                   | Dorense               | 0–0                   | Confiança             | Sergipão              | 04/02/2017            |

## Uniformes
- 1º - Camisa vermelha com detalhes em branco, calções vermelhos e meias vermelhas com detalhes de listas brancas finas;
- 2º - Camisa branca com detalhes em vermelho, calções brancos com detalhes em vermelho e meias vermelhas com listas brancas finas;

### 1º Uniforme ao longo da história
| 2007-2014 |  | 2015 |  | 2016 | 2017 | 2018 | 2019 | 2020 | 2021 |

### 2º Uniforme ao longo da história
| 2015 |  | 2016 | 2017 | 2018 | 2019 | 2020 | 2021 |

### Material Esportivo e Patrocinadores
| Período   | Material Esportivo | Patrocinador         |
| --------- | ------------------ | -------------------- |
| 2000-2014 | Onza               | Prefeitura Municipal |
| 2015      | Thalu              | Prefeitura Municipal |
| 2016–2018 | ProSport           | Prefeitura Municipal |
| 2016–2019 | ProSport           | Casa Souza           |
| 2016–2019 | ProSport           | Oriental             |
| 2019–2020 | Onza               | Oriental             |

## Escudo
Ao longo do tempo, o escudo do Dorense não sofreu muitas mudanças, a não ser pela quantidade de estrelas, pelo fato do aumento do número de títulos estaduais conquistados. O escudo contém:
- O seu acrônimo: DFC
- Uma estrela na cor dourada: simbolizando o título da Série A2 de 2015

| Evolução do escudo do Dorense Futebol Clube | Evolução do escudo do Dorense Futebol Clube | Evolução do escudo do Dorense Futebol Clube | Evolução do escudo do Dorense Futebol Clube | Evolução do escudo do Dorense Futebol Clube | Evolução do escudo do Dorense Futebol Clube | Evolução do escudo do Dorense Futebol Clube | Evolução do escudo do Dorense Futebol Clube |
| 1948-2015                                   | 2016-Presente                               |                                             |                                             |                                             |                                             |                                             |                                             |
| ------------------------------------------- | ------------------------------------------- | ------------------------------------------- | ------------------------------------------- | ------------------------------------------- | ------------------------------------------- | ------------------------------------------- | ------------------------------------------- |

## Mascote
O mascote do Dorense é o Touro, pelo grande numero de cabeças de gado que ocorre no município.

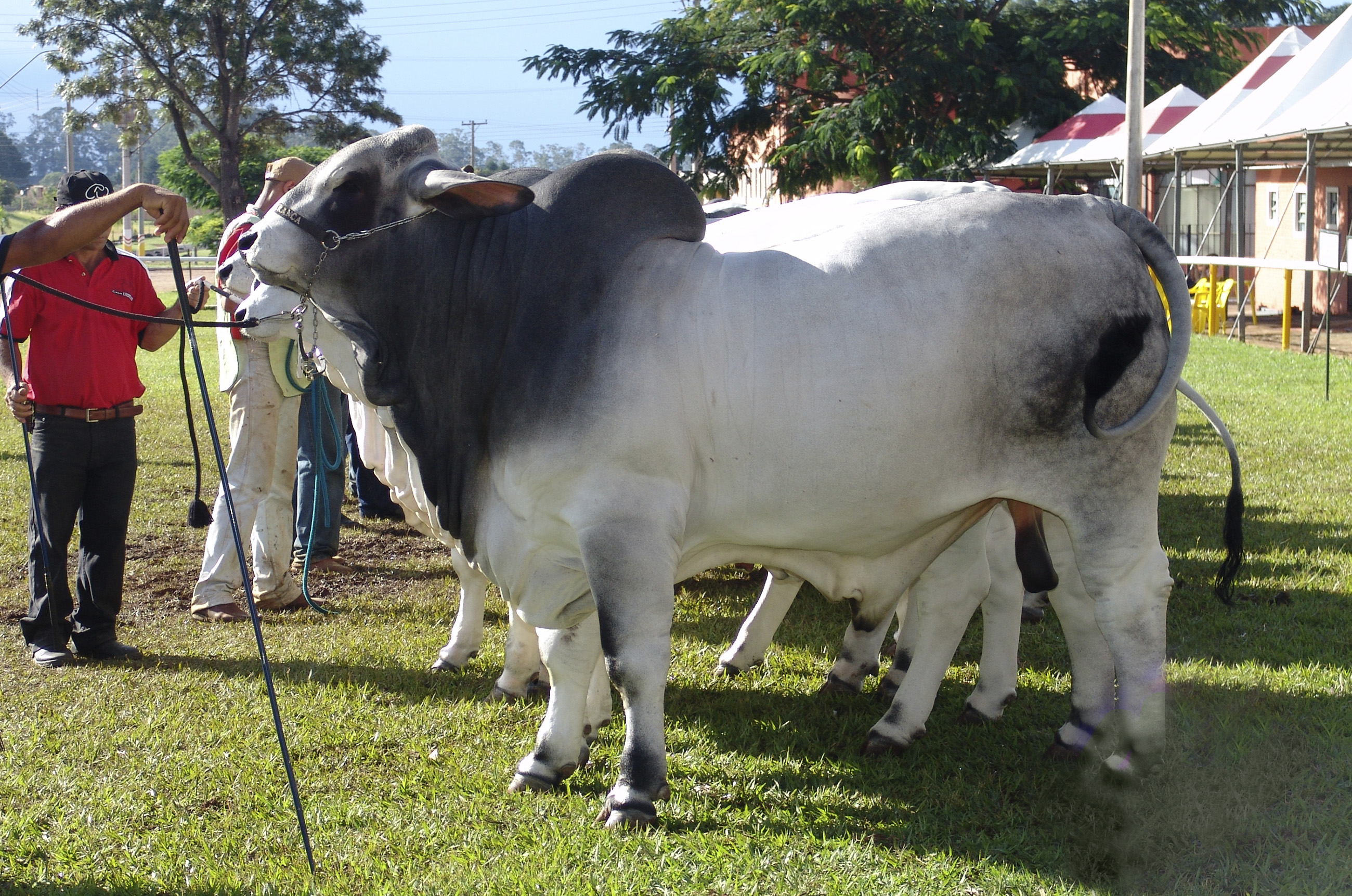
Touro, mascote do Dorense

## Torcida
São torcidas organizadas do Dorense:
- Dores Chopp — foi criada em 25 de outubro de 2014 e tem sua sede em Nossa Senhora das Dores. Atualmente é a maior e única torcida organizada do Dorense, estando presente em todos os jogos. O primeiro jogo da torcida foi um Dorense x Maruinense. Hoje a Dores Chopp é dedicada ao Dorense Futebol Clube, presentes nos treinamentos e dia-a-dia das ações do clube e acompanhando o time em caravanas pelo interior e capital de Sergipe.

O Dorense conta com uma torcida fanática, sendo a maioria do município e residentes de cidades circunvizinhas, a sua fan page no Instagram oficial conta com mais de 7,8 mil seguidores e a fan page no Facebook conta com 1,3 mil seguidores e está em franco crescimento. A equipe também tem uma torcida organizada chamada Movimento Dores Chopp com mais de 2,7 mil seguidores em suas redes sociais. Nos últimos seis anos (2014―2020) 18,3 mil pessoas foram assistir o Dorense somente no Estádio Ariston Azevedo. Dando assim o título de principais clubes do interior.

## Clássicos e rivalidades

### Dorense vs Itabaiana
O Dorense já enfrentou o Itabaiana 31 vezes na história, foram 6 vitórias, 12 empates e 17 derrotas. Marcou 26 gols e levou 41 gols. O primeiro confronto entre as duas equipes ocorreu no Estádio Presidente Emílio Garrastazu Médici em um jogo pelo Campeonato Sergiano no dia 10 de fevereiro de 1993. O Touro do sertão saiu derrotado por 1 a 0. A primeira vitória do Dorense sobre o Itabaiana em jogos oficiais pelo estadual, ocorreu no estadual do mesmo ano (1993), jogo válido pelo Campeonato Sergipano. A vitória veio por 1 a 0, em pleno Estádio Ariston Azevedo em Nossa Senhora das Dores.
Última atualização: Itabaiana 4–1 Dorense, 16 de fevereiro de 2025.
| Rival     | J  | V | E  | D  | GP | GC |
| --------- | -- | - | -- | -- | -- | -- |
| Itabaiana | 34 | 6 | 13 | 17 | 26 | 41 |

O Itabaiana tem mais títulos e possuí vantagens no confronto. Na década de 2000, o clube começou uma rivalidade histórica  a nível estadual contra o Tricolor da Serra terceira maior força do estado. Rivalidade essa que foi jogado de desde a década de 90 até 2004, quando o clube Colorado foi rebaixado para a divisão inferior do estadual passando 10 anos na Segunda Divisão, o Dorense voltou a Série A1 de 2016 e travou três grandes jogos contra o Tricolor da Serra, fazendo reviver a rivalidade entre os clubes e torcedores.

### Derby de Dores
Dorense faz um dos mais acirrados clássicos do interior paulista contra o AE Flamengo do Bairro Campo Velho, em um jogo que é chamado localmente de Derby. Seus jogos são marcados por muita tensão entre os times e, principalmente, entre as torcidas, não sendo incomum a ocorrência de conflito entre os torcedores. O Flamengo ainda quando ambos eram amador, chegou primeiro à uma final do estadual amador, que contava com Itabaiana e outros clubes tradicionais da capital e do interior. Já o Dorense ostenta um título Sergipano (Série A2) e seis títulos da Taça de Dores. As duas equipes já fizeram clássicos inesquecíveis, como nos estaduais amadores da década de 1970 e 1980, onde o Dorense chegou a eliminar seu  rival na sua própria casa. Hoje a rivalidade amenizou mais devido ao profissionalismo do clube colorado, sendo que o Flamengo até hoje se encontra na categoria amadora.
| Terça-feira, 12 de maio 2015 19h30' | Dorense | 1 – 0     | AE Flamengo | Ariston Azevedo, Nossa Senhora das Dores |
|                                     | Cícero  | Relatório |             |                                          |